# Bhishma
Bhishma (Sanskrit भीष्म bhīṣma m.), Sohn des Shantanu und der Ganga, Onkel von Pandu und Dhritarashtra. Hoch angesehener Großonkel der Pandavas und Kauravas im Mahabharata.

## Lebensgeschichte
Bhishma war der Sohn von König Shantanu und der Flussgöttin Ganga. Daher erhielt er auch Beinamen wie Shantanava, Gangeya und Nadija, d. h. „Flussgeborener“. In hohem Alter hatte Shantanu den Wunsch, noch einmal zu heiraten, und erwählte Satyavati, die Tochter eines Fischerhäuptlings. Dieser stimmte einer Ehe nur zu unter der Bedingung, dass Bhishma auf die Thronnachfolge verzichtete, damit ein Sohn seiner Tochter zum König würde. Bhishma entsagte daraufhin nicht nur dem Thron, sondern leistete einen Eid, dass er nie heiraten oder Kinder zeugen würde. 
Shantanu heiratete daraufhin Satyavati, die ihm zwei Söhne gebar. Nach seinem Tod machte Bhishma den ältesten Sohn zum König, doch er starb früh in einer Schlacht. Ihm folgte Vichitravirya nach, den Bhishma als Beschützer und Berater unterstützte. Mit Waffengewalt entführte er zwei Töchter des Königs von Kashi und gab sie Vichitravirya zur Frau. Doch auch er starb früh, woraufhin Satyavatis unehelicher Sohn Vyasa stellvertretend für ihn Kinder mit seinen Witwen zeugte. Bhishma zog die beiden Prinzen Pandu und Dhritarashtra groß und war an ihrer statt Regent in Hastinapura. Er trug auch die Verantwortung für die Ausbildung von deren Kindern, den Pandavas und Kauravas. 
Als es zu einem schweren Konflikt zwischen den Pandavas und Kauravas kam, versuchte Bhishma zu vermitteln und Frieden zu stiften. Als dies misslang und der Krieg ausbrach, kämpfte Bhishma auf Seiten der Kauravas und wurde Oberbefehlshaber ihrer Armee. Mittels eines unfairen Angriffs gelang es den Pandavas, ihn zu besiegen. Als er, von zahlreichen Pfeilen Arjunas getroffen, von seinem Streitwagen stürzte, war er tödlich verwundet, doch besaß er die Gabe, selbst den Zeitpunkt seines Todes bestimmen zu können, und überlebte noch 58 Tage. Er erlangte Ruhm durch seine Eigenschaften der Selbstaufopferung, Hingabe und Treue.